# Чюйя
Чю́йя (якут. Чүүйэ) — село в Мегино-Кангаласском улусе Якутии России. Административный центр и единственный населённый пункт Ходоринского наслега.

## География
Село находится в центральной части региона, на Центрально-Якутской равнине, в зоне тайги, в подзоне среднетаёжных лесов, на берегу реки Майя, на автодороге республиканского значения «Амга», на расстоянии 36 км от посёлка городского типа Нижний Бестях, административного центра улуса.

### Климат
В населённом пункте, как и во всем районе, климат резко континентальный, с продолжительным зимним и коротким летним периодами. Зимой погода ясная, с низкими температурами. Устойчивые холода зимой формируются под действием Сибирского антициклона. Средняя температура января −41…-42 °С, июля +17…+18 °С. Осадков выпадает 200—255 мм в год.

## История
Согласно Закону Республики Саха (Якутия) от 30 ноября 2004 года N 173-З N 353-III село возглавило образованное муниципальное образование Ходоринский наслег.

## Население
| 2002 | 2010 | 2012 | 2013 | 2014 | 2015 | 2016 |
| ---- | ---- | ---- | ---- | ---- | ---- | ---- |
| 565  | ↗611 | ↗619 | ↘596 | ↘593 | →593 | ↗605 |
| 2017 | 2018 | 2019 | 2020 | 2021 |      |      |
| ↗609 | ↗611 | ↗621 | ↗633 | ↗642 |      |      |

### Национальный состав
Согласно результатам переписи 2002 года, в национальной структуре населения якуты составляли 98 % из 565 чел.

## Улицы
| - ул. 70 лет Октября, - ул. Берёзовая, - ул. Дружбы, - ул. Ивановой А. Н; - ул. Ивановой Р. С; | - ул. Комсомольская, - ул. Кузнецкая, - ул. Мира, - ул. Молодёжная, - ул. Новая, | - ул. Октябрьская, - ул. Подгорная, - ул. Скрябина, - ул. Слободчикова, - ул. Школьная. |

## Экономика
Животноводство (мясо-молочное скотоводство, мясное табунное коневодство), выращивание зерновых культур.

## Инфраструктура
В селе действуют неполная средняя общеобразовательная школа, клуб, учреждения здравоохранения и торговли.